# Курбанов, Абдулла Нурмагомедович
Абдулла Нурмагомедович Курбанов (7 февраля 2002, с. Новые Викри, Каякентский район, Дагестан, Россия) — российский борец вольного стиля. Чемпион России.

## Спортивная карьера
В декабре 2018 года по приглашению, переехал жить и тренироваться в Хасавюрт к Заслуженному тренеру России Алибеку Гаджимагомедову. 25 февраля 2021 года ему было присвоено звание мастер спорта России. В конце марта 2022 года в Каспийске в финале Первенства России среди молодёжи до 21 года одолел Ахмеда Тажудинова. В середине июля 2022 года победил на Всероссийской летней Универсиаде в Грозном, одолел в финале Гамзата Алижудинова из Дагестана. В начале октября 2022 года одержал победу на первенстве России среди молодёжи до 23 лет в Ханты-Мансийске. 21 мая 2023 года на международном турнире памяти Али Алиева в Каспийске в схватке за 3 место одолел Хасан Хубаева из Москвы и стал бронзовым призёром. 23 июня 2023 года в полуфинале чемпионата России в Каспийске одолел Зелимхана Хизриева из Санкт-Петербурга. 24 июня 2023 года в финале одолел Эрика Джиоева из Красноярского края и стал чемпионом России.

## Личная жизнь
Является уроженцем села Новые Викри Каякентского района Дагестана. Является студентом факультета спортивного менеджмента, педагогики и психологии Кубанского государственного университета физической культуры, спорта и туризма.

## Спортивные результаты
- Первенство России по вольной борьбе среди молодёжи U21 2022 — ;
- Первенство России по вольной борьбе среди молодёжи U23 2022 — ;
- Международный турнир памяти Али Алиева 2022 — ;
- Чемпионат России по вольной борьбе 2023 — ;
- Чемпионат России по вольной борьбе 2024 — ;
- Первенство Европы до 23 лет 2024 —
- Первенство мира до 23 лет 2024 —
- Международный турнир памяти Шамиля Умаханова —
- Чемпионат России по вольной борьбе 2025 — ;